# Sommershof
Sommershof ist ein Ortsteil der Stadt Hennef (Sieg) im nordrhein-westfälischen Rhein-Sieg-Kreis in Deutschland.

## Lage
Der Ort liegt in einer Höhe von 180 bis 190 m ü. NHN auf den Hängen des Westerwaldes, aber noch im Naturpark Bergisches Land. Nachbarorte sind Wasserheß im Süden, Uckerath im Osten und Löbach im Norden.

## Geschichte
1910 gab es in Sommershof 24 Haushalte: die Fabrikarbeiter Heinrich und Matthias Alfter, Ackergehilfe Johann Cremer, die Fabrikarbeiter August und Jodokus Dahs, Handlanger Johann Dahs, Fabrikarbeiterin Katharina Dahs, Straßenarbeiter Heinrich Dienst, die Ackerinnen Adelheit, Elisabeth und Gertrud Dörnbaum und Ackerer Peter Dörnbaum junior, Ackerer Johann Hansen, Schlosser Josef Hansen und Schreiner Wilhelm Hansen, Ackerer Christian Klein, Anna Maria Nüchel, Ackerer Wilhelm Nüchel und Chausseearbeiter Wilhelm Nüchel, Maurer Peter Pütz, Straßenarbeiter Johann Weber, Fabrikarbeiter Peter Wiertz, Ackerin Witwe Peter Wiertz und Straßenarbeiter August Wolfgruber.
Bis zum 1. August 1969 gehörte Sommershof zur Gemeinde Uckerath, im Rahmen der kommunalen Neugliederung des Raumes Bonn wurde Uckerath, damit auch der Ort Sommershof, der damals neuen amtsfreien Gemeinde „Hennef (Sieg)“ zugeordnet.